# تپه چیا درویشی ۲
تپه چیا درویشی ۲ مربوط به دوره اشکانیان است و در شهرستان کوهدشت، بخش طرهان، ۱ کیلومتری جنوب روستای دمروستان واقع شده و این اثر در تاریخ ۲۸ اسفند ۱۳۸۵ با شمارهٔ ثبت ۱۸۳۰۹ به‌عنوان یکی از آثار ملی ایران به ثبت رسیده است.